# Долгова, Анастасия Сергеевна
Анастасия Сергеевна Долгова (род. 2000, Севастополь) — российская гребчиха на байдарках, двукратная чемпионка мира 2021 и 2024 годов, призёр чемпионата мира. Участница летних Олимпийских игр 2020 года. Заслуженный мастер спорта России. 

## Карьера
Тренироваться начала в Севастополе у Ирины Тагировны Никитенко, заслуженного тренера России.  В 2017 году получила звание «Мастер спорта России», в 2020 году — «Мастер спорта России международного класса», в 2022 году — «Заслуженный мастер спорта России». 
На чемпионате мира 2021 года в Копенгагене в паре с Кристиной Ковнир стали обладателями золотой медали на дистанции 200 метров.
В 2021 году приняла участие в соревнованиях на летних Олимпийских играх, которые прошли в Токио. В заездах байдарок-четвёрок на дистанции 500 метров приняла участие в составе команды спортсменов из России, в финале В заняли последнее место.
В Самарканде, на чемпионате мира 2024 года, который состоялся сразу же после Олимпийских игр, Анастасия Долгова в байдарках-одиночках на дистанции 200 метров завоевала серебряную медаль. В паре со Светланой Черниговской стали чемпионками в байдарках-двойках на дистанции 200 метров.